# Supercopa de Japón 2006
La Supercopa de Japón 2006, también conocida como Supercopa Xerox 2006 (en inglés: Xerox Super Cup 2006) por motivos de patrocinio, fue la 13.ª edición de este torneo.
Fue disputada entre Gamba Osaka, como campeón de la J. League Division 1 2005, y Urawa Red Diamonds, como ganador de la Copa del Emperador 2005. El partido se jugó el 25 de febrero de 2006 en el Estadio Nacional de la ciudad de Tokio.

## Participantes
| Bandera de Prefectura de Osaka      | Gamba Osaka        | Campeón de la J. League Division 1 (2005) |
| Bandera de la Prefectura de Saitama | Urawa Red Diamonds | Campeón de la Copa del Emperador (2005)   |

## Partido
| 25 de febrero de 2006, 13:37 (UTC+9) | Gamba Osaka      | 1:3 (1:2) | Urawa Red Diamonds                                | Estadio Nacional, Tokio                                      |                                                              |
|                                      | Tsuboi 2' (a.g.) | Reporte   | Horinouchi 9' · Washington 17' · Robson Ponte 51' | Asistencia: 35.674 espectadores Árbitro(s): Yūichi Nishimura | Asistencia: 35.674 espectadores Árbitro(s): Yūichi Nishimura |

### Detalles
| 22         | Guardameta     | Yōsuke Fujigaya   |     |
| 17         | Defensa        | Tomokazu Myōjin   |     |
| 2          | Defensa        | Sidiclei          |     |
| 6          | Defensa        | Satoshi Yamaguchi |     |
| 20         | Centrocampista | Shin'ichi Terada  | 62' |
| 27         | Centrocampista | Hideo Hashimoto   |     |
| 7          | Centrocampista | Yasuhito Endō     |     |
| 14         | Centrocampista | Akihiro Ienaga    |     |
| 10         | Centrocampista | Takahiro Futagawa | 62' |
| 8          | Delantero      | Fernandinho       |     |
| 9          | Delantero      | Magno Alves       |     |
| Entrenador | Entrenador     | Akira Nishino     |     |

| 23         | Guardameta     | Ryōta Tsuzuki       |     |
| 2          | Defensa        | Keisuke Tsuboi      |     |
| 4          | Defensa        | Marcus Túlio Tanaka |     |
| 20         | Defensa        | Satoshi Horinouchi  |     |
| 6          | Centrocampista | Nobuhisa Yamada     |     |
| 17         | Centrocampista | Makoto Hasebe       |     |
| 13         | Centrocampista | Keita Suzuki        |     |
| 8          | Centrocampista | Alessandro Santos   | 73' |
| 18         | Centrocampista | Shinji Ono          | 79' |
| 10         | Delantero      | Robson Ponte        |     |
| 21         | Delantero      | Washington          | 73' |
| Entrenador | Entrenador     | Guido Buchwald      |     |

| 11 | Delantero      | Ryūji Bando | 62' |
| 21 | Centrocampista | Akira Kaji  | 62' |

| 3 | Centrocampista | Hajime Hosogai | 73' |
| 9 | Delantero      | Yūichirō Nagai | 73' |
| 7 | Centrocampista | Tomoyuki Sakai | 79' |

| Anotado · Autogol | 2' | Keisuke Tsuboi | 1-0 |

| Anotado | 9'  | Satoshi Horinouchi | 1-1 |
| Anotado | 17' | Washington         | 1-2 |
| Anotado | 51' | Robson Ponte       | 1-3 |

| Amonestado | 31' | Sidiclei   |
| Amonestado | 79' | Akira Kaji |

| Amonestado | 12' | Keita Suzuki |
| Amonestado | 83' | Robson Ponte |

| Árbitro             | Yūichi Nishimura    |
| Árbitros asistentes | Yoshihisa Takahashi |
| Árbitros asistentes | Toshiyuki Nagi      |
| Cuarto árbitro      | Kenji Ōgiya         |

| 22         | Guardameta     | Yōsuke Fujigaya   |     |
| 17         | Defensa        | Tomokazu Myōjin   |     |
| 2          | Defensa        | Sidiclei          |     |
| 6          | Defensa        | Satoshi Yamaguchi |     |
| 20         | Centrocampista | Shin'ichi Terada  | 62' |
| 27         | Centrocampista | Hideo Hashimoto   |     |
| 7          | Centrocampista | Yasuhito Endō     |     |
| 14         | Centrocampista | Akihiro Ienaga    |     |
| 10         | Centrocampista | Takahiro Futagawa | 62' |
| 8          | Delantero      | Fernandinho       |     |
| 9          | Delantero      | Magno Alves       |     |
| Entrenador | Entrenador     | Akira Nishino     |     |

| 23         | Guardameta     | Ryōta Tsuzuki       |     |
| 2          | Defensa        | Keisuke Tsuboi      |     |
| 4          | Defensa        | Marcus Túlio Tanaka |     |
| 20         | Defensa        | Satoshi Horinouchi  |     |
| 6          | Centrocampista | Nobuhisa Yamada     |     |
| 17         | Centrocampista | Makoto Hasebe       |     |
| 13         | Centrocampista | Keita Suzuki        |     |
| 8          | Centrocampista | Alessandro Santos   | 73' |
| 18         | Centrocampista | Shinji Ono          | 79' |
| 10         | Delantero      | Robson Ponte        |     |
| 21         | Delantero      | Washington          | 73' |
| Entrenador | Entrenador     | Guido Buchwald      |     |

| 11 | Delantero      | Ryūji Bando | 62' |
| 21 | Centrocampista | Akira Kaji  | 62' |

| 3 | Centrocampista | Hajime Hosogai | 73' |
| 9 | Delantero      | Yūichirō Nagai | 73' |
| 7 | Centrocampista | Tomoyuki Sakai | 79' |

| Anotado · Autogol | 2' | Keisuke Tsuboi | 1-0 |

| Anotado | 9'  | Satoshi Horinouchi | 1-1 |
| Anotado | 17' | Washington         | 1-2 |
| Anotado | 51' | Robson Ponte       | 1-3 |

| Amonestado | 31' | Sidiclei   |
| Amonestado | 79' | Akira Kaji |

| Amonestado | 12' | Keita Suzuki |
| Amonestado | 83' | Robson Ponte |

| Árbitro             | Yūichi Nishimura    |
| Árbitros asistentes | Yoshihisa Takahashi |
| Árbitros asistentes | Toshiyuki Nagi      |
| Cuarto árbitro      | Kenji Ōgiya         |

|                                        |
| Bandera de la Prefectura de Saitama    |
| Campeón Urawa Red Diamonds 1.er título |